# Remaucourt (Ardeny)
Remaucourt – miejscowość i gmina we Francji, w regionie Grand Est, w departamencie Ardeny.
Według danych na rok 1990 gminę zamieszkiwało 135 osób, a gęstość zaludnienia wynosiła 13 osób/km².

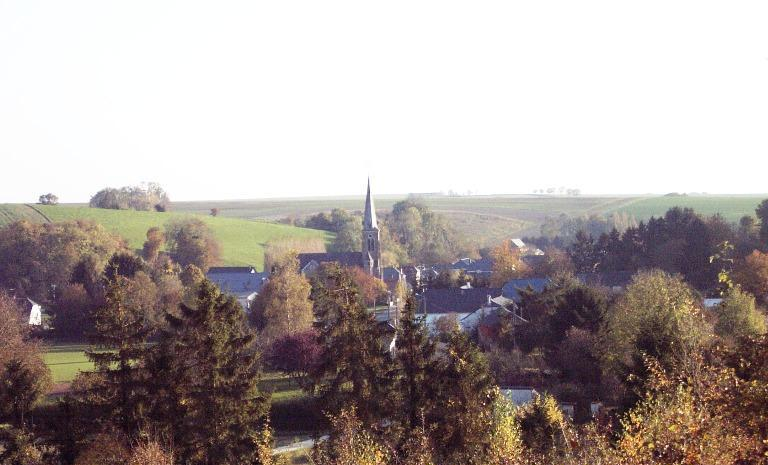
Remaucourt, 2006